# Dolph Schayes
Adolph Schayes (født 19. maj 1928, død 10. december 2015) var en amerikansk basketballspiller og senere træner. Han tilbragte hele sin spillerkarriere med Syracuse Nationals/Philadelphia 76ers, hvor han vandt et mesterskab i 1955, og var på All-Star holdet 12 gange.

## Collegekarriere
Schayes spillede collegebasketball ved New York University, og ledte dem til en national finale i 1945.

## Professionelle karriere
Schayes blev draftet både af Basketball Association of America (BAA)-klubben New York Knicks og af National Basketball League (NBL)-klubben Tri-Cities Blackhawks. Blackhawks tradede hans rettigheder til Syracuse Nationals, og efter at Nationals tilbød Schayes en kontrakt som var markant større en den Knicks tilbød, så skrev han under med holdet. Han blev kåret som Rookie of the Year i sin debutsæson.
NBL og BAA fusionerede i 1949 og dannede NBA. Schayes etablerede sig i 1949-50 sæsonen som Nationals ledende spiller, og begyndte her 12 sæsoner i streg hvor han ledte holdet med flest point. NBA begyndte at tælle rebounds fra 1950-51 sæsonen, og her førte Schayes ligaen med 16,4 rebounds per kamp i 1950-51 sæsonen. Han ledte i 1954-55 Nationals til deres første mesterskab.
Schayes stoppede spillerkarrieren efter 1963-64 sæsonen. Han holdte på tidspunktet rekorden for flest kampe spillet i ligaen nogensinde og var spilleren med næstflest point, kun bag Bob Pettit.

## Trænerkarriere
Nationals flyttede til Philadelphia i 1963, og Schayes overtog her rollen som spillende træner. I 1964 stoppede han med at spille, men fortsatte som træner. Han vandt NBA Coach of the Year i 1965-66 sæsonen, men blev fyret samme år efter at 76ers skuffede i slutspillet.
Han vendte tilbage som træner for Buffalo Braves kortvarigt mellem 1970-72.

## Eftermæle
Schayes' trøjenummer 4 er blevet pensioneret af Philadelphia 76ers. Han blev i 1973 inkluderet i Naismith Memorial Basketball Hall of Fame.

## Privat
Schayes' søn Danny Schayes er tidligere professionel basketballspiller, som spillede 18 sæsoner i NBA.
Schayes døde den 10. december 2015 af kræft i en alder af 87.